# دوبرینگر موور
دوبرینگر موور (به آلمانی: Dubringer Moor) یک منطقهٔ مسکونی در آلمان است که در ویتیشناو واقع شده‌است.